# Lida
Микола В'ячеславович Ромадов (10 травня 1995; Москва) більш відомий як Lida (раніше Deelay, від звукового ефекту Delay) — російський поп-рейв виконавець, музикант та автор-виконавець. Учасник групи "Фріо".

## Біографія

### Юність та ранні роки (до 2014)
Микола народився та виріс у Москві. Мама працює головним конструктором Росатому, тато технічним директором фірми, пише вірші для себе, перекладає опери з англійської мови на російську. Навчавшись у школі, у віці 14 років він створив свою шкільну рок-групу. Закінчив музичну школу за класом фортепіано. Займався зведенням треків для реперів під псевдонімом Deelay. Як каже сам Миколай, могли платити до 30 тисяч рублів за його працю.

### Кар'єра музиканта (2014 - теперішній час)
У лютому 2014 року випустив свою першу композицію «Мысли» під псевдонімом Фріо.
2 червня 2014 року випустив міні-альбом «Фенилэтиламин».
18 лютого 2017 року у складі групи Фріо випустив дебютний міні-альбом «Послевкусие».
У травні 2017 року створив Youtube-канал, де випускав пісні з комп'ютерної гри Dota 2.
3 грудня 2019 Микола випустив свій дебютний сольний альбом під псевдонімом Lida «Жабы атаковали планету Земля».
17 січня 2020 року було випущено другий міні-альбом «Юность 2020», куди увійшов спільний трек із СД.
19 лютого 2021 року вийшов третій студійний альбом «Музло из гаражей». Альбом посів десяте місце у чарті BandLink. Альбом потрапив на четверте місце у списку Genius «найпопулярніших пісень, альбомів та синглів» за лютий 2021 року. До альбому увійшли спільні треки з ЛСП, DK, Славою КПСС та GSPD.
12 листопада 2021 року Микола випустив четвертий студійний альбом «Моё имя Лида». Альбом посів 26 сходинку у російському чарті Apple Music та друге місце у чарті Bandlink. Платівка отримала оцінку 7,5 від російського музичного критика та журналіста Олексія Мажаєва.
28 березня у своєму телеграм-каналі Микола презентує мініальбом «Лёгкий способ бросить долги», що складається з 6 треків та 3 скитів, потім 29 квітня 2022 року він випускає його на музичні сервіси. Сама платівка була записана за 1 день, назва та обкладинка є пародією на альбом Ельдара Джарахова «Лёгкий способ бросить любить». У самих треках можна спостерігати безліч посилань на альбом Джарахова та дзвінок у телеграм-каналі Ліди.
11 червня 2022 року на каналі «VSRAP» відбувся реп-батл між Booker та Lida, переможець якого вступав до «Антихайпу». Перемогу здобув Lida.
16 грудня 2022 року випустив п'ятий студійний альбом «Новая рок-звезда» за участю Morgenstern, CMH та GSPD.

## Конфлікти

### Конфлікт із Моргенштерном
14 листопада 2019 року на своєму YouTube каналі Lida публікує кліп «MORGENSHTERN DISS».
За словами Миколи, він першим зробив відео з пародією на репера Face, а через 3 місяці Алішер зробив абсолютно таке ж відео.

Інтерв'ю з Вписки:
Lida: Там жарти схожі і на того ж артиста, на ту саму пісню. Я взагалі не проти насправді того, що він спиздив, мені типу все одно.
Сам Моргенштерн каже, що не брав формат у Миколи, а взяв його у Yung Lev.
9 квітня 2022 року Lida на своєму ютуб-каналі публікує відео, в якому пояснює чому конфлікт із Моргенштерном закритий. 20 листопада того ж року Микола разом з Алішером на ютуб-каналі першого випустили спільний випуск «#ИЗИРЕП», 22 листопада вийшов сніпет на спільний трек з Моргенштерном «Цветы», 25 листопада вийшов сам сингл.

## Дискографія

### Мініальбоми
| Назва                                                  | Деталі                                             |
| ------------------------------------------------------ | -------------------------------------------------- |
| «Фенилэтиламин»                                        | Реліз: 2 червня 2014 (під псевдонімом DeeLay)      |
| «Юность 2020»                                          | Реліз: 17 січня 2020 Формат: цифрова дистрибуція   |
| «Лёгкий способ бросить долги»                          | Реліз: 29 квітня 2022 Формат: цифрова дистрибуція  |
| «Привет, это последнее EP перед фитом с Моргенштерном» | Реліз: 16 вересня 2022 Формат: цифрова дистрибуція |

### Студійні альбоми
| Назва                          | Деталі                                               |
| ------------------------------ | ---------------------------------------------------- |
| «Жабы атаковали планету Земля» | Реліз: 3 грудня 2019 Формат: цифрова дистрибуція     |
| «Музло из гаражей»             | Реліз: 19 лютого 2021 Формат: цифрова дистрибуція    |
| «Моё имя Лида»                 | Реліз: 12 листопада 2021 Формат: цифрова дистрибуція |
| «Новая рок-звезда»             | Реліз: 16 грудня 2022 Формат: цифрова дистрибуція    |
| «Дак Теилс 3»                  | Реліз: 2 червня 2023 Формат: цифрова дистрибуція     |

### Сингли
| Рік  | Назва                                         | Вища позиція в чарті | Вища позиція в чарті | Вища позиція в чарті | Примітки                          |
| Рік  | Назва                                         | Spotify              | Bandlink             | iTunes               | Примітки                          |
| ---- | --------------------------------------------- | -------------------- | -------------------- | -------------------- | --------------------------------- |
| 2019 | «My Girlfriend is a Raver» (спільно з S3RL)   |                      |                      |                      | цифровий сингл, 6 червня 2019     |
| 2019 | «Дэнсят фсе»                                  |                      |                      |                      | цифровий сингл, 8 вересня 2019    |
| 2019 | «Новогодняя»                                  |                      |                      |                      | цифровий сингл, 29 грудня 2019    |
| 2020 | «Дисс на френдзону»                           |                      |                      |                      | цифровий сингл, 6 квітня 2020     |
| 2020 | «Карантинейджер»                              |                      |                      |                      | цифровий сингл, 25 квітня 2020    |
| 2020 | «Тебе это нравится» (спільно з Юг 404)        |                      |                      |                      | цифровий сингл, 18 вересня 2020   |
| 2020 | «Паркур» (спільно з CMH та Юг 404)            |                      |                      |                      | цифровий сингл, 17 листопада 2020 |
| 2020 | «Стикер» (спільно з CMH)                      | 35                   |                      |                      | цифровий сингл, 11 грудня 2020    |
| 2021 | «TIK TOK RAVE» (спільно з CMH)                |                      |                      |                      | цифровий сингл, 18 лютого 2021    |
| 2021 | «Девочка снюс (Alternative Version)»          |                      |                      |                      | цифровий сингл, 30 квітня 2021    |
| 2021 | «пинк»                                        | 197                  |                      |                      | цифровий сингл, 30 квітня 2021    |
| 2021 | «Схожу от тебя с ума»                         | 157                  |                      |                      | цифровий сингл, 28 травня 2021    |
| 2021 | «Не вернёшься» (спільно з ФРИК ПАТИ)          |                      |                      |                      | цифровий сингл, 23 липня 2021     |
| 2021 | «Летняя»                                      | 169                  |                      |                      | цифровий сингл, 23 липня 2021     |
| 2021 | «AMG»                                         | 113                  | 10                   |                      | цифровий сингл, 20 серпня 2021    |
| 2021 | «Лиза»                                        | 62                   | 20                   |                      | цифровий сингл, 17 вересня 2021   |
| 2021 | «Одуванчики» (спільно з Юг 404)               |                      |                      |                      | цифровий сингл, 1 жовтня 2021     |
| 2021 | «Убитый» (спільно з FirstFeel та Beatcaster)  |                      |                      |                      | цифровий сингл, 15 жовтня 2021    |
| 2021 | «Евробит (Beatcaster Remix)» (спільно з GSPD) |                      |                      |                      | цифровий сингл, 22 жовтня 2021    |
| 2021 | «Коля, Коля 2»                                |                      |                      | 42                   | цифровий сингл, 22 грудня 2021    |
| 2022 | «Я собираюсь тебя трахнуть»                   |                      |                      |                      | цифровий сингл, 11 лютого 2022    |
| 2022 | «Утомился»                                    |                      |                      |                      | цифровий сингл, 8 квітня 2022     |
| 2022 | «Район»                                       |                      |                      |                      | цифровий сингл, 2 червня 2022     |
| 2022 | «Тону» (спільно з Нексюшой)                   |                      |                      |                      | цифровий сингл, 16 червня 2022    |
| 2022 | «Хоум видео» (спільно з CMH)                  |                      |                      |                      | цифровий сингл, 24 червня 2022    |
| 2022 | «<3» (спільно з Sqwore)                       |                      |                      |                      | цифровий сингл, 1 липня 2022      |
| 2022 | «Гав-Гав» (спільно з Слава КПСС)              |                      |                      |                      | цифровий сингл, 8 липня 2022      |
| 2022 | «Смокиш» (спільно з Слава КПСС)               |                      |                      |                      | цифровий сингл, 19 серпня 2022    |
| 2022 | «Цветы» (спільно з Morgenshtern)              |                      |                      |                      | цифровий сингл, 25 листопада 2022 |
| 2023 | Sosala (спільно з Skurt)                      |                      |                      |                      | цифровий сингл, 14 квітня 2023    |
| 2023 | Lap Dance                                     |                      |                      |                      | цифровий сингл, 21 квітня 2023    |
| 2023 | На-на-на (спільно з ФРИК ПАТИ)                |                      |                      |                      | цифровий сингл, 14 липня 2023     |
| 2023 | Эго                                           |                      |                      |                      | цифровий сингл, 18 серпня 2023    |
| 2023 | Ненавидишь улыбаться (спільно з ЮГ 404)       |                      |                      |                      | цифровий сингл, 25 серпня 2023    |
| 2023 | Одинокими                                     |                      |                      |                      | цифровий сингл, 25 вересня 2023   |
| 2023 | Ира                                           |                      |                      |                      | цифровий сингл, 6 жовтня 2023     |
| 2023 | Секс                                          |                      |                      |                      | цифровий сингл, 27 жовтня 2023    |
| 2023 | Секс (Speed Up)                               |                      |                      |                      | цифровий сингл, 4 грудня 2023     |
| 2024 | ЧСВ (Спільно з СЕРЕГА ПИРАТ)                  |                      |                      |                      | цифровий сингл, 2 лютого 2024     |
| 2024 | ЛАДА ТУРБО СПЕЙС                              |                      |                      |                      | цифровий сингл, 3 травня 2024     |
| 2024 | ТРЯСИ (Спільно з Toxi$)                       |                      |                      |                      | цифровий сингл, 9 серпня 2024)    |
| 2024 | ТРЯСИ (Sped Up) (Спільно з Toxi$)             |                      |                      |                      | цифровий сингл, 16 серпня 2024    |
| 2024 | Фото со звездой                               |                      |                      |                      | цифровий сингл, 11 жовтня 2024    |
| 2024 | Не ходи на русский рейв                       |                      |                      |                      | цифровий сингл, 1 листопада 2024  |

## Кліпографія
| Рік  | Назва Коментар                                                 |  |
| ---- | -------------------------------------------------------------- |  |
| 2018 | «Ты долбаеб» (спільно з АНИМЕ СКВАД)                           |  |
| 2018 | «Мне скучно»                                                   |  |
| 2018 | «Аспирин»                                                      |  |
| 2019 | «Гэнг Бэнг»                                                    |  |
| 2019 | «Грустный реп» (спільно з Tenderlybae)                         |  |
| 2019 | «My Girlfriend is a Raver» (спільно з S3RL)                    |  |
| 2019 | «Morgenshtern diss»                                            |  |
| 2019 | «Эмо-хардкор» (спільно з Фрик Пати)                            |  |
| 2020 | «Андерграунд» (спільно з СД)                                   |  |
| 2020 | «Дисс на Френдзону»                                            |  |
| 2020 | «Карантинейджер»                                               |  |
| 2020 | «Паркур» (спільно з CMH та ЮГ404)                              |  |
| 2020 | «Твоей подружки номер» (спільно з СКОРОСТЬ)                    |  |
| 2020 | «Стикер» (спільно з CMH)                                       |  |
| 2021 | «Панки Хой, Горшок Живой» (спільно з Слава КПСС)               |  |
| 2021 | «Девочка снюс (alternative version)»                           |  |
| 2021 | «Евробит» (спільно з GSPD)                                     |  |
| 2021 | «Схожу от тебя с ума»                                          |  |
| 2021 | «AMG»                                                          |  |
| 2021 | «песня про пиво» (спільно з CMH)                               |  |
| 2021 | «Коля, Коля 2»                                                 |  |
| 2022 | «Шерстяное худи» (спільно з Джарахов, Слава КПСС, DK та Замай) |  |
| 2022 | «Природа» (спільно з MZLFF)                                    |  |

### У складі групи "Фрио"
| Рік  | Назва        | Коментар |
| ---- | ------------ | -------- |
| 2017 | «Ешка»       |          |
| 2019 | «ДэНсЯт ФсЕ» |          |

## Реп-батли

### «RAP BATTLE»
| Суперник | Дата           | Прим.  |
| -------- | -------------- | ------ |
| Booker   | 11 червня 2022 | [ 28 ] |